# Championnat d'Union soviétique de football 1936
Navigation
Saison 1937
La saison 1936 de Grouppa A voit les deux premières éditions du championnat de première division d'Union soviétique être joué. Huit clubs sont regroupés au sein d'une poule unique ; le championnat se déroule en deux phases distinctes et indépendantes avec une saison en automne et une autre au printemps. Au cours de chacune des phases, chaque formation rencontre toutes les autres une fois. Il n'y a pas de relégation en fin de saison.
Cette saison voit la victoire du Dinamo Moscou lors de la saison printanière et du Spartak Moscou lors de la saison automnale. Ce sont les premiers titres pour chaque club.

## Clubs participants
| Club                      | Entraîneur                                                    |
| ------------------------- | ------------------------------------------------------------- |
| CDKA Moscou               | Pavel Khalkiopov (en)                                         |
| Dinamo Kiev               | Mikhaïl Tovarovski (en)                                       |
| Dinamo Léningrad          | Pavel Batyrev (en) (printemps) Antonín Fivébr (en) (automne)  |
| Dinamo Moscou             | Konstantin Kvachnine (en)                                     |
| Dinamo Tbilissi (automne) | Jules Limbeck (automne)                                       |
| Krasnaïa Zaria Léningrad  | Mikhaïl Okoun (ru)                                            |
| Lokomotiv Moscou          | Alekseï Stoliarov (ru)                                        |
| Spartak Moscou            | Antonín Fivébr (en) (printemps) Mikhaïl Kozlov (ru) (automne) |

1. ↑  Le Dinamo Tbilissi est promu de deuxième division à l'issue du championnat printanier, et ne prend donc part qu'à la saison d'automne.

## Règlement
Le barème de points servant à établir le classement se décompose ainsi :
- Victoire : 3 points
- Match nul : 2 points
- Défaite : 1 point
- Forfait : 0 point